# Tall Karah
Tall Karah (arab. تلقراح) – miasto w Syrii, w muhafazie Aleppo. W 2004 roku liczyło 2477 mieszkańców.